# 氷川神社 (ふじみ野市長宮)
氷川神社（ひかわじんじゃ）は、埼玉県ふじみ野市長宮にある神社。地名を冠して長宮氷川神社（ながやまひかわじんじゃ）とも称される。

## 歴史
995年（長徳元年）に創建された。この年に出雲国の杵築大社（現・出雲大社）から分霊を勧請したという。所在地の地名が「長宮」なのは、当社の参道が4町16間（約465メートル）もあり、門前町として栄えたことからきている。
戦国時代に、この門前町は破壊され、社殿も荒廃したが、戦乱が収束し始めた1591年（天正19年）より徐々に復興していった。
1871年（明治4年）、近代社格制度に基づき、一旦は「郷社」に列せられたが、同年11月に「村社」に格下げとなった。

## 文化財
- 絵馬（ふじみ野市指定有形文化財 昭和45年5月1日指定）[3]
- 向かい天狗図絵馬（ふじみ野市指定有形文化財 平成13年12月25日指定）[3]

## 交通アクセス
- 上福岡駅より徒歩24分。